# سیارک ۲۱۳۶۳
سیارک ۲۱۳۶۳ (به انگلیسی: 21363 Jotwani، نامگذاری:1997HX11) بیست و یک هزار و سیصد و شصت و سومین سیارک کشف شده‌است که در ۳۰ آوریل ۱۹۹۷ کشف شد.
قدر مطلق سیارک برابر ۱۵.۵ است.